# Erhard Milch
Erhard Milch (30. března 1892, Wilhelmshaven, Německé císařství – 25. ledna 1972, Wuppertal, Západní Německo) byl polní maršál nacistického Německa, v letech 1941 až 1944 nejvlivnější osobnost německé letecké výroby. Po otci byl přitom poloviční Žid. Po válce byl uznán vinen z válečných zločinů a odsouzen na doživotí, ale v roce 1954 byl podmíněně propuštěn.

## Život
Byl synem židovského lékárníka Antona Milcha, který sloužil v německém válečném námořnictvu. Za 1. světové války působil jako velitel stíhací letky. Následně pracoval v komerčním leteckém průmyslu. V roce 1926 se stal předsedou správy rady nově založených státních aerolinií Lufthansa. Ve své funkci testoval techniku a stroje, které se měly stát základem nového německého vojenského letectva.
Počátkem 30. let začala nabývat na významu otázka jeho napůl židovského původu, začalo se jí zabývat gestapo. Vyšetřování ale zastavil Hermann Göring. Milchova matka podepsala místopřísežné prohlášení, že Erhardovým otcem je její strýc Karl Brauer, což znamenalo přiznání k nevěře a incestu zároveň. Erhard Milch tak ale mohl získat potvrzení o německé krvi (Deutschblütigkeitserklärung).

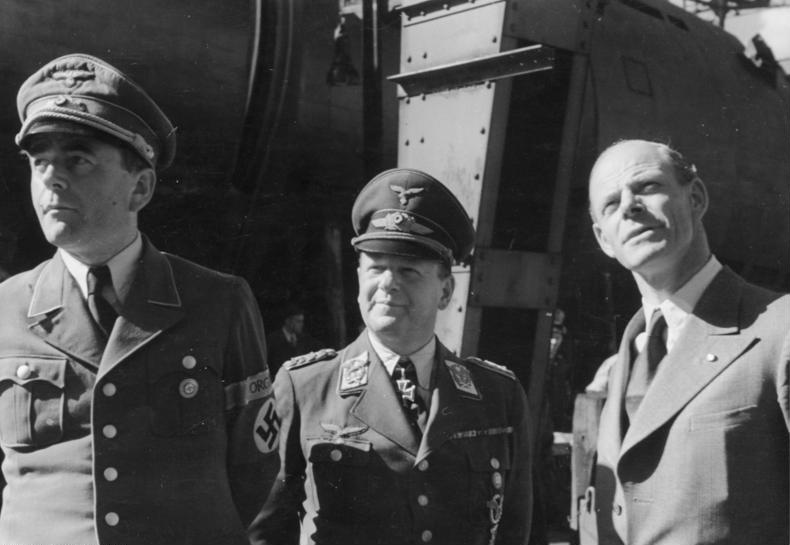
Albert Speer, Erhard Milch a Willy Messerschmitt v květnu 1944

V roce 1933 se Milch stal státním tajemníkem nově vytvořeného ministerstva letectví, jeho nadřízeným byl přímo ministr Göring. Ten sice byl jeho blízkým přítelem, ale brzy mezi nimi vznikly názorové neshody. Od září 1939 do ledna 1945 zastával Milch funkci generálního inspektora Luftwaffe.
Spolupracoval také s generálplukovníkem Luftwaffe Ernstem Udetem, se kterým měl rovněž časté spory. Po Udetově sebevraždě v roce 1941 se Milch stal nejvlivnější postavou německé letecké výroby, a to až do roku 1944, kdy se o moc musel podělit s ministrem zbrojního průmyslu Albertem Speerem.
Když na konci války spáchal sebevraždu Adolf Hitler, Milch se pokusil z Německa uprchnout, ale 4. května 1945 byl spojenci zadržen na pobřeží Baltského moře. U norimberského soudu se v roce 1947 znovu řešil jeho židovský původ a role Göringa v jeho popření. Milch byl usvědčen z válečných zločinů, odsouzen na doživotí a uvězněn. V roce 1954 byl podmíněně propuštěn. Zemřel ve věku 79 let v západoněmeckém Wuppertalu.

## Vyznamenání
- Rytířský kříž Železného kříže